# Costus mosaicus
Costus mosaicus är en enhjärtbladig växtart som beskrevs av William Bull. Costus mosaicus ingår i släktet Costus och familjen Costaceae.
Artens utbredningsområde är Kongo-Kinshasa. Inga underarter finns listade.